# T-70 (戦車)
T-70（ロシア語: Т-70 テー・スェーミヂッシャット）はソビエト連邦によって開発、運用された軽戦車である。

## 概要
T-60に替わる軽戦車として開発され、偵察および歩兵支援用として、軽戦車ながらソビエト赤軍の主要機甲戦力の一翼を担った。
ただし、改良を重ねた軽戦車ではあっても、結局このクラスの車輌を戦車戦や歩兵支援に用いることにはそもそも無理があり、使用した前線部隊や戦車兵からは最後まで良い評判は聞かれなかった。砲塔を二人用に変更したT-80の生産も開始後間もなく中断され、1943年10月には赤軍では“軽戦車”というカテゴリーの兵器そのものの生産が中止された。ソビエト軍は戦後「1943年後半までこれら軽戦車の量産を続けたのは失敗だった」と認めている。
T-70は総数8,200両余りが生産され、これは第2次世界大戦中にソビエトが生産した戦車の中ではT-34に次いで2番めに多いものである。生産終了後の1943年以降も終戦まで前線部隊に配備されて運用されたものの、1944年以降は順次引き揚げられて後方部隊に回され、訓練用戦車としては1948年まで用いられた。しかし、T-70のシャーシを流用しZIS-3 76.2mm野砲を搭載した自走砲、SU-76が開発されて後に改良型SU-76Mに発展し、SU-76は大量生産されて大戦終盤に活躍することとなる。
T-70は遠方から見ると外観がT-34に酷似しているため、ドイツ軍にT-34と誤認されることも多く、戦場に大量に投入されたこともあって、ドイツ側の記録にある「T-34＊両を撃破」のうち、かなりの数が実際はT-70を撃破したものであったのではないか、という考察もある。ドイツ軍にも少なからぬ数が鹵獲され、“Pz.kpfw.T-70 Sd.Kfz 743(r)”の名称で使用された。

## 開発・生産
これまでも様々な軽戦車の開発を担当してきたN.A.アストロフの設計チームは、T-60の武装と装甲の強化を試みるべく、1942年1月にまず37mm戦車砲ZIS-19を搭載することから開発を始めた。これは海軍の小型艇に装備するための新型速射砲で装甲貫通力も高かったが、全くの新型であるため生産や弾薬の補給の問題があり、結局従来の45mm戦車砲弾を用い、ZIS-19の優秀な機構を取り入れた45mm戦車砲ZIS-19BMを生産することに決定、1942年3月にはT-60-2またはオブィエークト062として完成した。続いてアストロフの設計チームは車体の強化を試み、当初「T-45」の名で計画されたこの戦車は、車体を大型化して装甲を強化、変化した荷重配分に対応するために転輪を片側5組に増やしていた。エンジンは適切な高出力のものが不足していたため、GAZ-202 直列6気筒ガソリン・エンジン（70hp）を前後に連結したものを搭載した。これらの改良により従来の軽戦車に比べて攻撃力と防御力が大幅に改善されたこの戦車はT-70として開発後半年で完成、量産に入った。
それまでのソビエト軽戦車に比べ、T-70では前面装甲をT-34のような傾斜装甲と操縦士ハッチに変更、装甲厚も35～45mm、防盾は60mmという厚いものとなり、防御面では格段に強化された。しかし相変わらず砲塔は小型の一人用砲塔であり、車長が一人で周辺の視察と指揮、砲の装填と照準を強いられたため、砲の発射速度が低く、戦闘能力に限界があった。

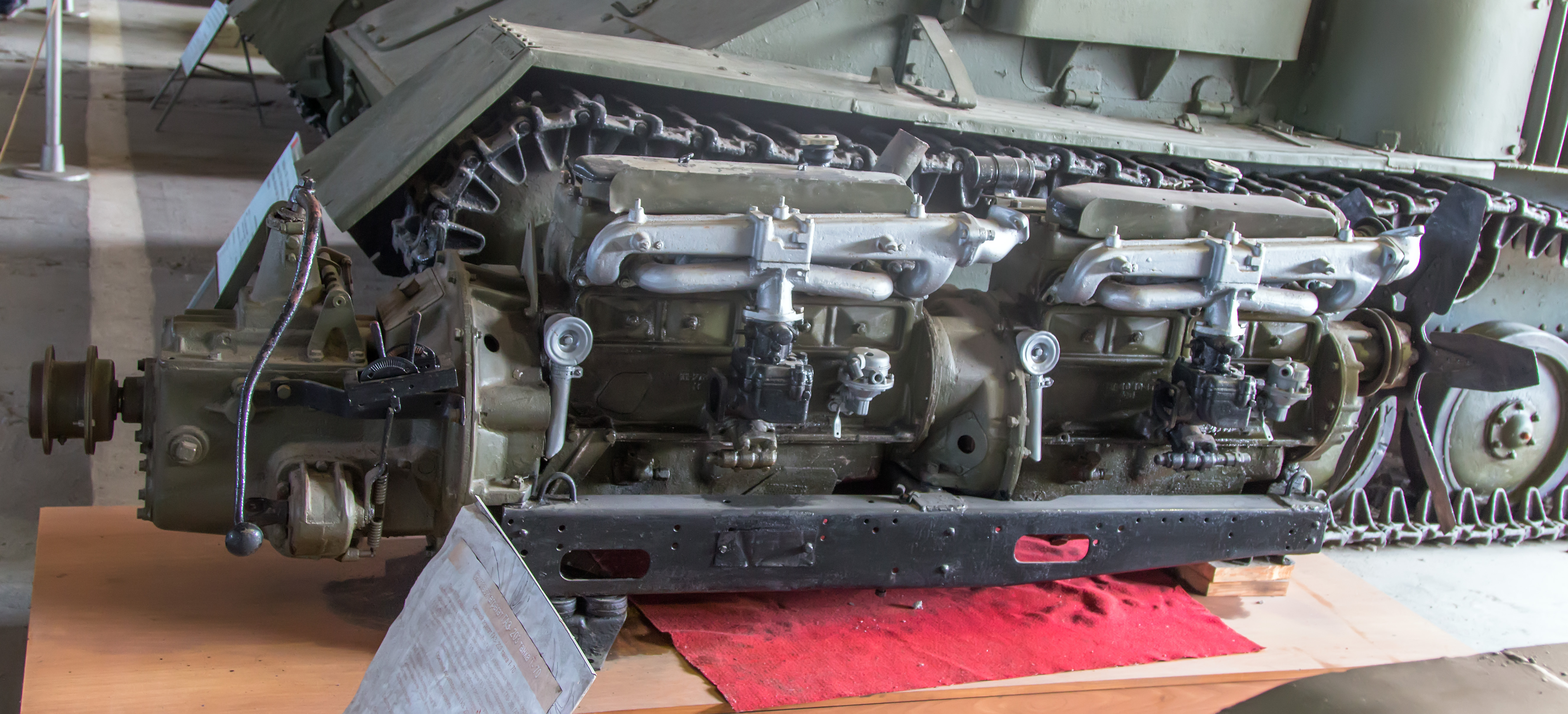
T-70Mに搭載されたGAZ-203エンジン
クビンカ戦車博物館の展示品

T-70の生産開始2ヶ月ほどで、改良型T-70Mが開発され、以後は生産はT-70Mに移行した。T-70MではエンジンがGAZ-203 直列12気筒水冷ガソリンエンジン（140hp）に変更されているほか、足回りも履帯幅が260mmから300mmに増加するなど改良されている。また、車体の操縦士用ハッチには直視型の防弾ガラス入り覗視窓が付いていたものが上部に新型の旋回式MK-4ペリスコープ（レンドリース法によって供与された英国戦車の装備品をコピー生産したもの）が付く方式に変更され、さらに砲塔ハッチのペリスコープも車体の物と同型に、生産後期から砲塔前面および防盾基部は一体鋳造から溶接組み立てに変更されている、などの違いがある。
T-70及びT-70Mは1942年3月から1943年10月までに合計8,231輛が生産された。

## 各型及び派生型
T-70
最初の生産型。
T-70M
エンジンをGAZ-203に変更し、細部を改修した改良型。
T-80
T-70Mの砲塔をより大型の2人用砲塔に改良した発展型。少数生産に終わった。

T-90
T-70Mに12.7mm連装機関銃を装備したオープントップ型砲塔を搭載した対空戦車型。採用が内定したが量産はなされず試作のみに終わった。
T-70 VT-42 45mm砲搭載型
T-70の主砲をVT-42 68口径45mm砲に換装した試作車両。1943年に2両の試作車が改造により製作されたが、同年にはT-70の生産が中止されてしまったため、計画はT-80に搭載するものへと移行された。
T-70 Sh-37 37mm機関砲搭載型
航空機搭載用のSh-37 37mm機関砲をオープントップ型砲塔に搭載したもの。37mm機関砲は大きな仰角を取ることができ、対地・対空両用に使用することを念頭に置いていた。1942年に試作車が製作されたが、同年10月に行われた試験では砲塔の内部容積が狭すぎて問題を生じ、制式採用と量産は行われなかった。
T-70-Z(ロシア語: Т-70-З)
T-90と同様に12.7mm連装機関銃を装備したオープントップ型砲塔を搭載した対空戦車型。GAZ工場の設計した試作車（後のT-90）に対し、第37号工場が設計したものが本車である。1942年10月に行われた比較試験で不具合を発生させたためにGAZ工場製試作車に敗退し、試作のみに終わった。
SU-76
オープントップ式の固定式戦闘室にZiS-3 76.2mm砲を搭載した自走砲型。

ZSU-37
SU-76Mの車体に61-K 37mm対空砲を搭載した自走式対空砲。

K-75
T-70の車体を流用した装甲兵員輸送車。1947年に試作車1両のみが製造された。
ATP-1
T-70のコンポーネントを流用した装甲砲兵牽引車。1944年にモックアップとしての試作車が完成したが、砲兵牽引車としては非装甲のYa-12/Ya-13を製造することが優先され、計画が中止された。

Ya-12
T-70のコンポーネントを流用した砲兵牽引車。ボンネットトラックに似た非装甲のキャビンと荷台を持つ。
Ya-12A
Ya-12のエンジンをYAZ-204 ディーゼルエンジン（110馬力）に変更した型。エンジンの変更に伴って車体レイアウトが若干変更されている。

Ya-13
Ya-12のエンジンをZIS-5M（73馬力）に変更した型。エンジンの変更により性能はYa-12より低下している。
Ya-13F
Ya-13のエンジンを能力強化したZIS-MF（95馬力）に変更した型。少数製造に終わり5両が生産されて試験が行われたのみに終わった。

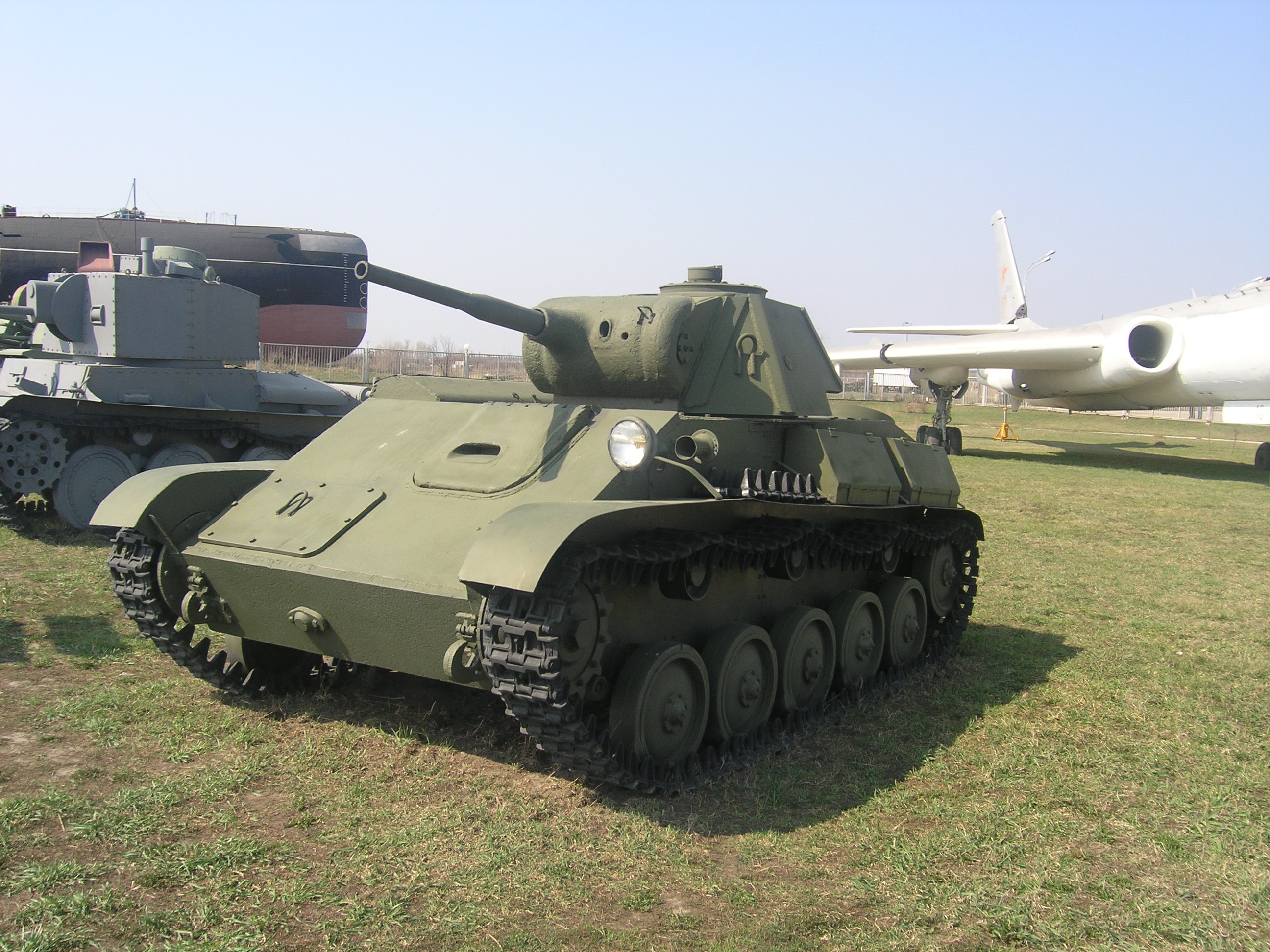
T-70 1942年型　トリヤッチ技術博物館の展示車両
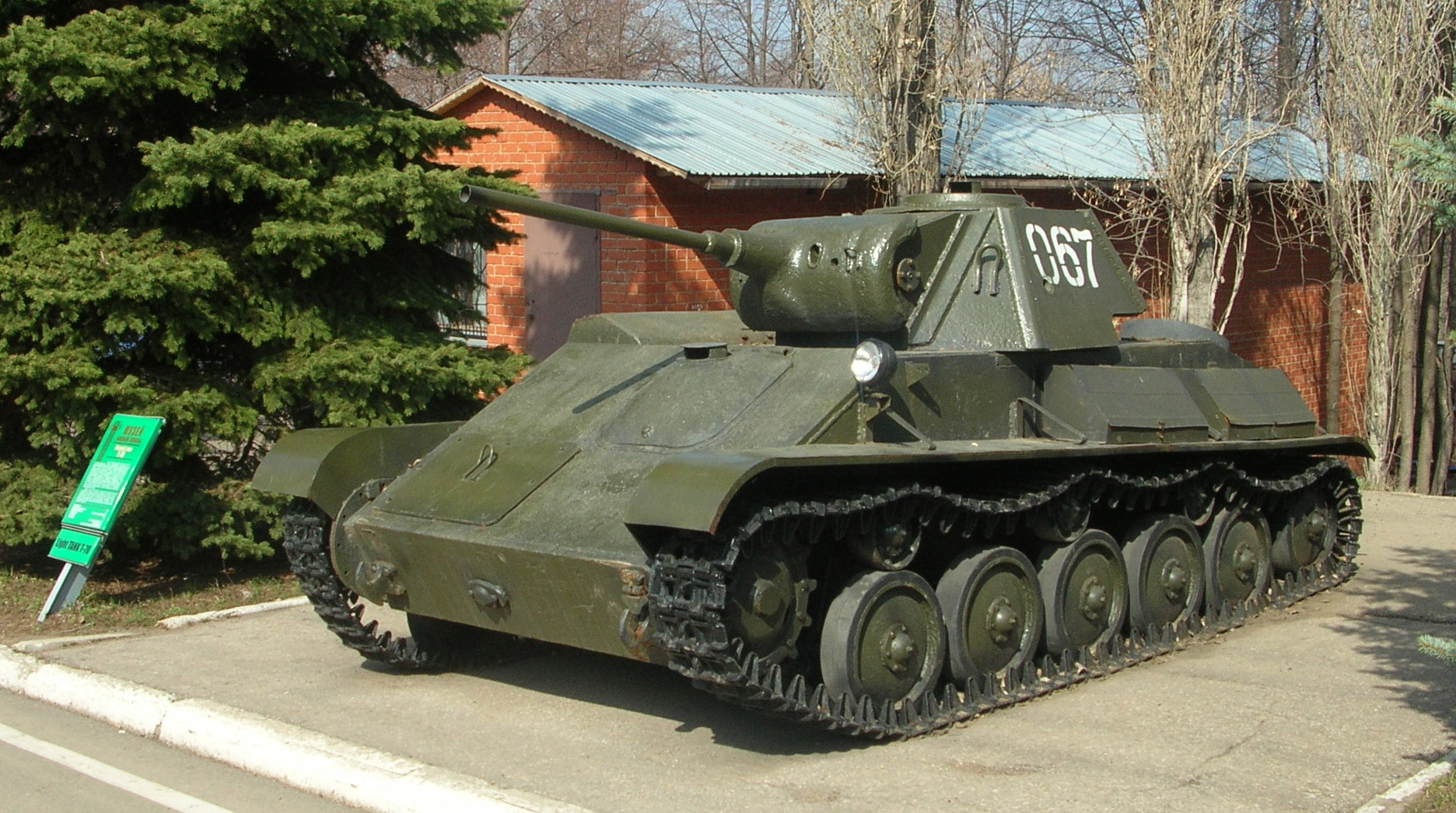
T-70M　前期生産型
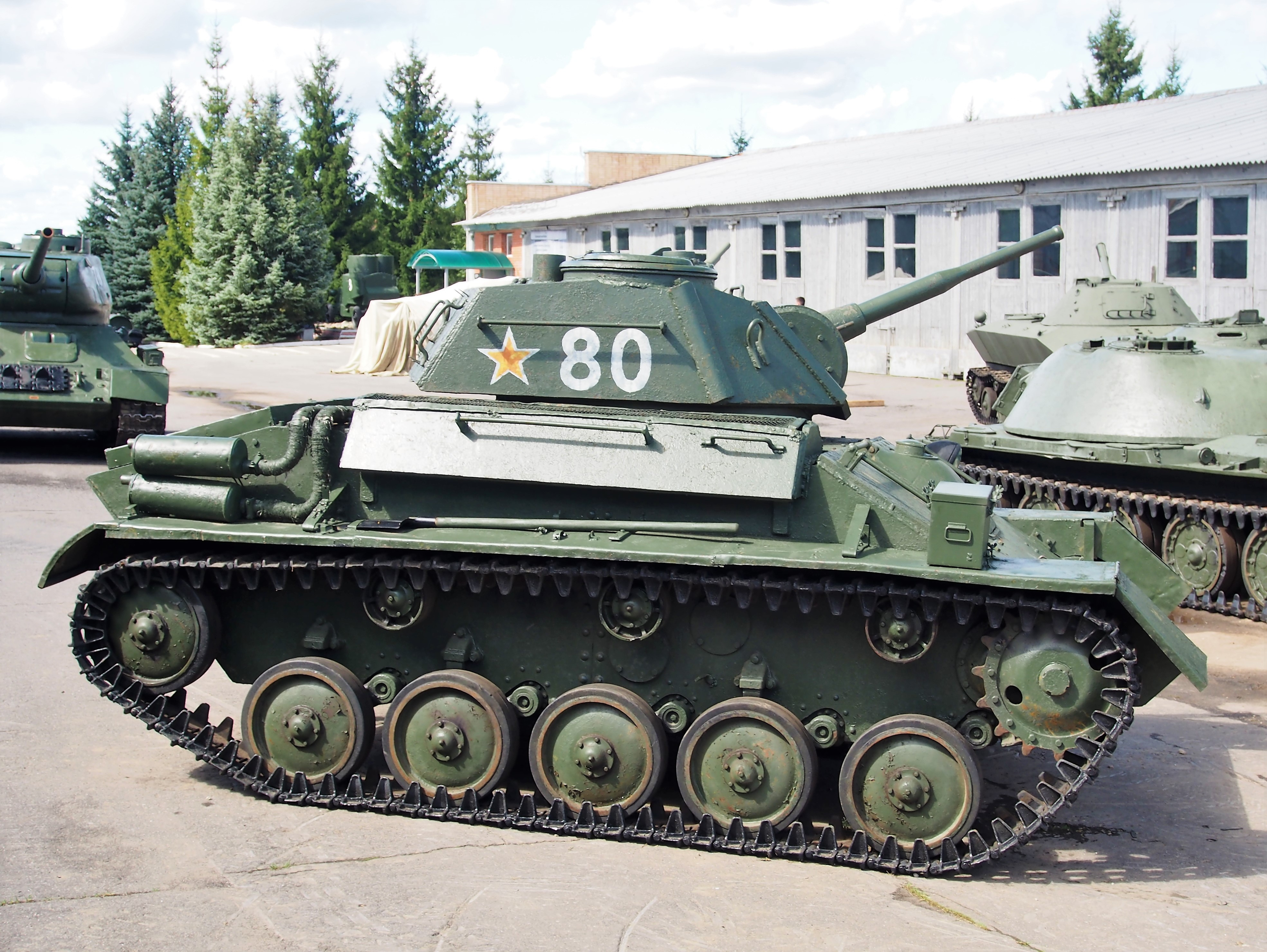
T-80
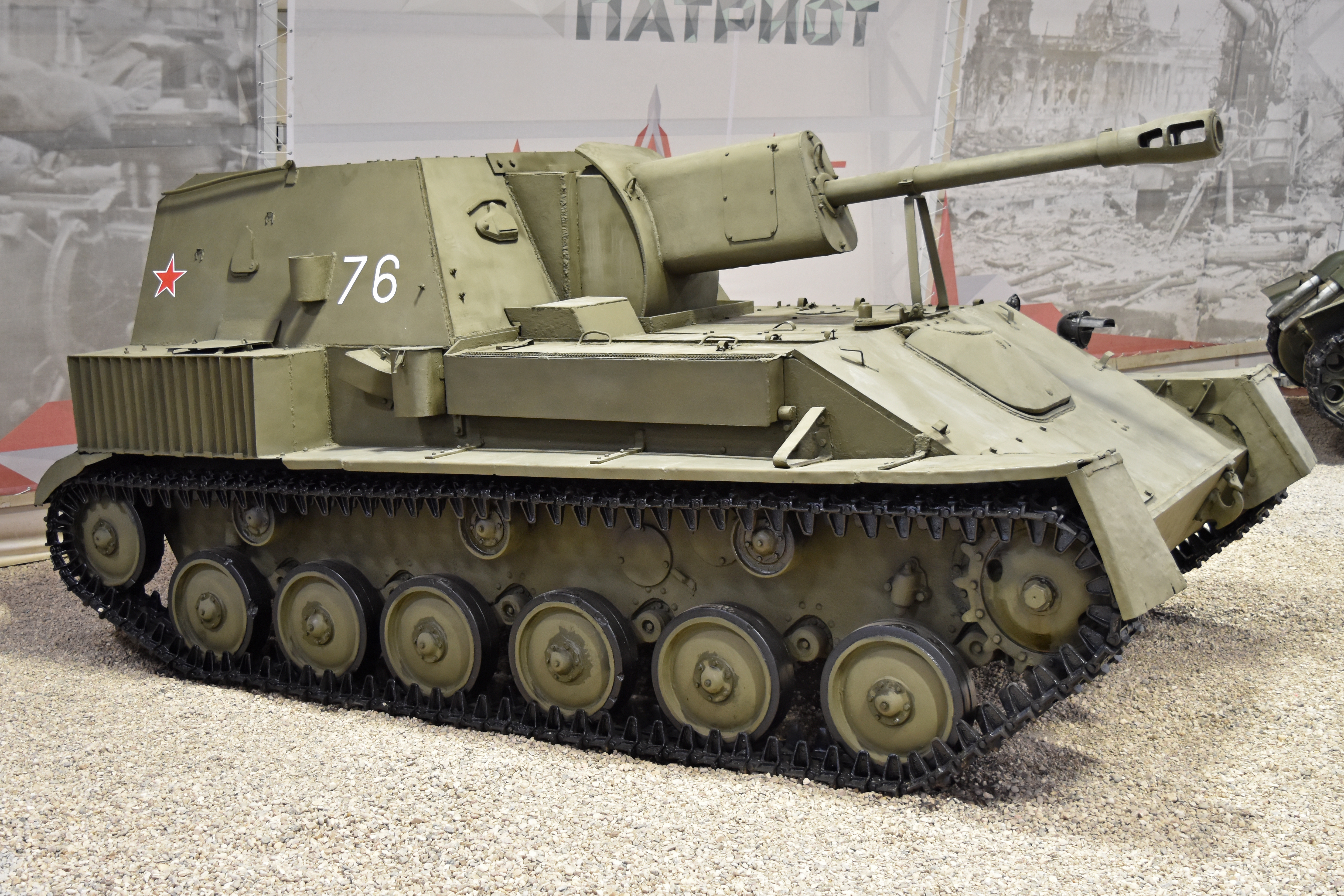
SU-76M
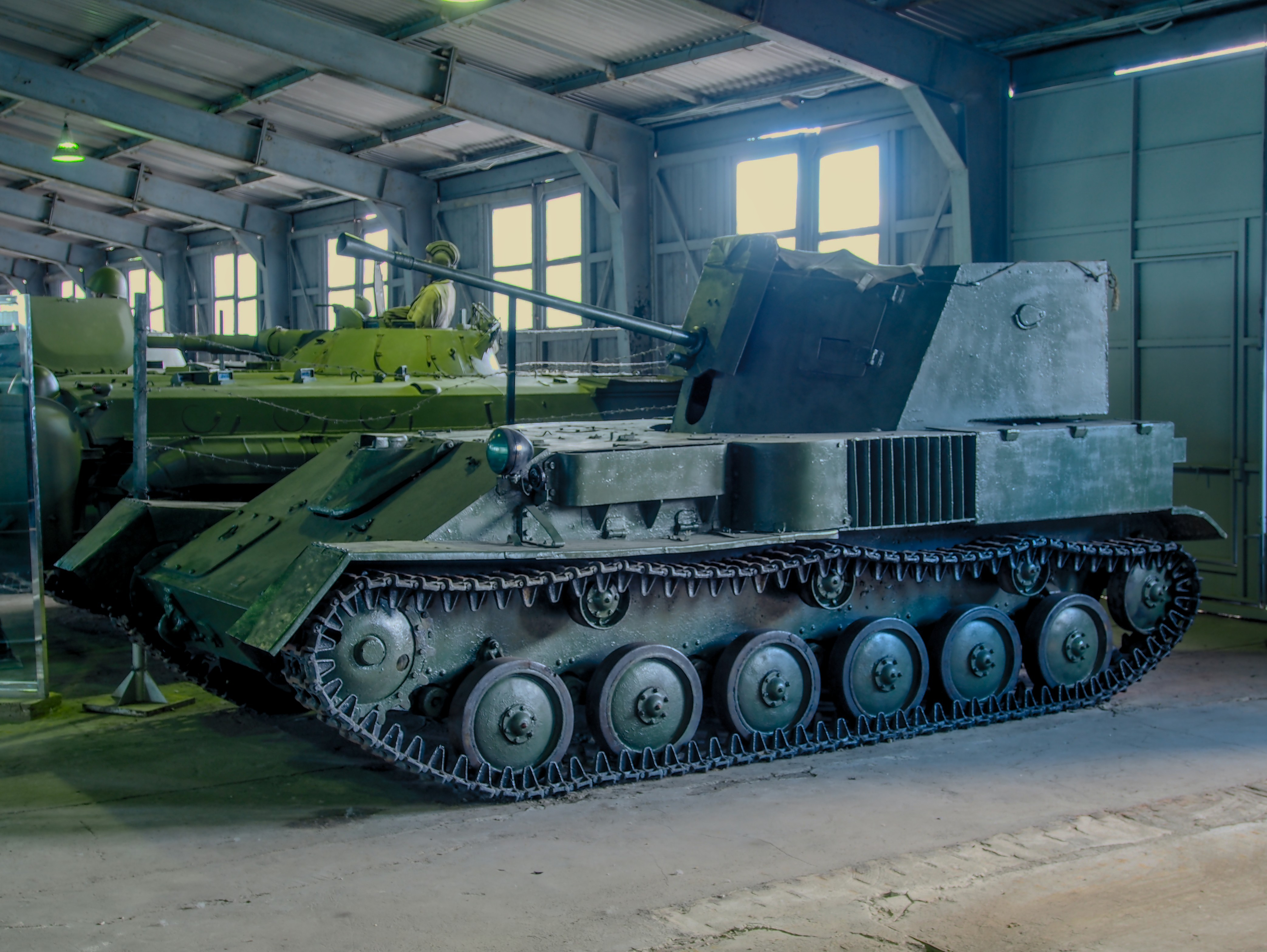
ZSU-37
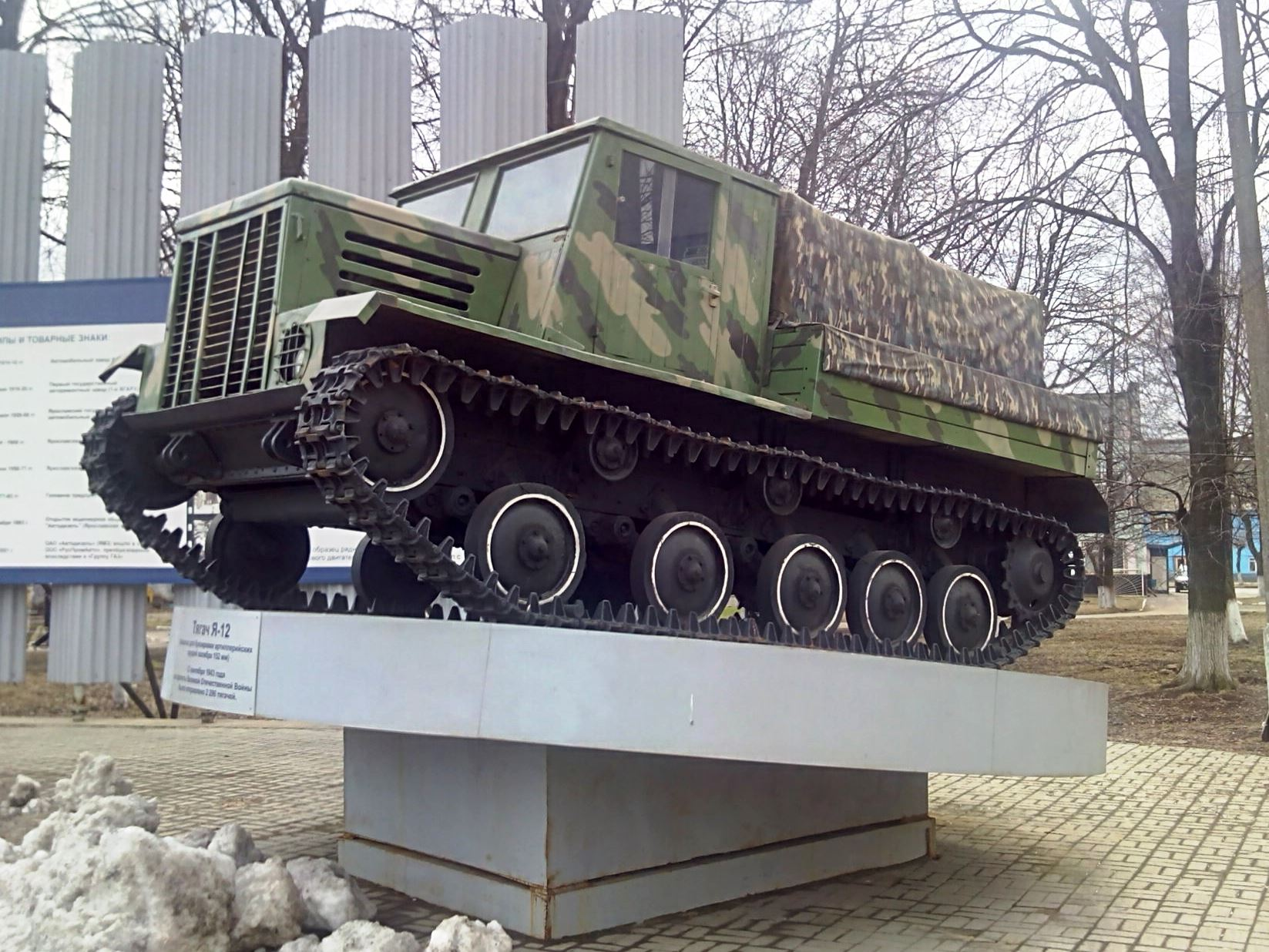
Ya-12
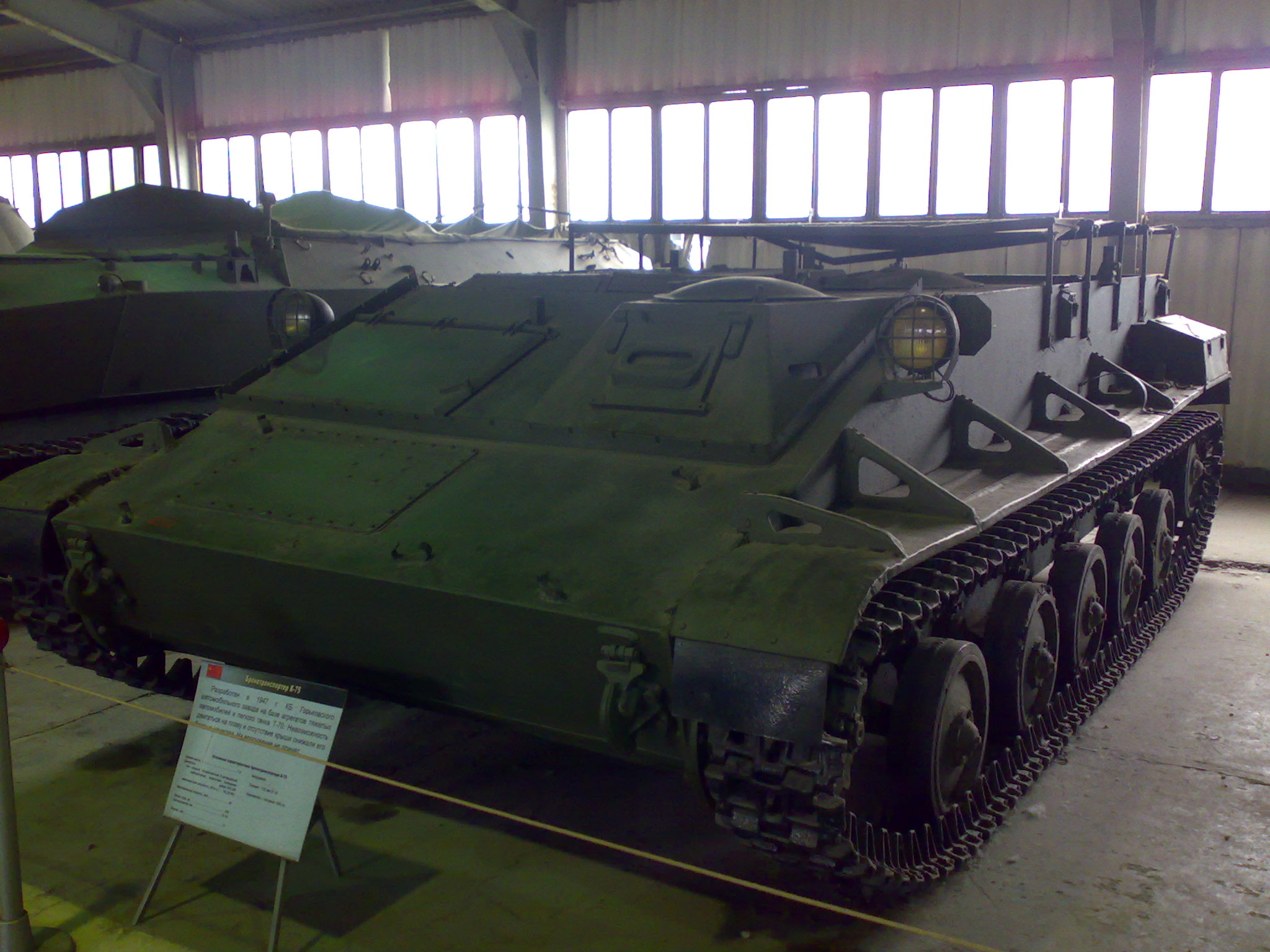
K-75

## 登場作品

### ゲーム
『WarThunder』
ソ連軽戦車ツリーにて開発可能
『World of Tanks』
ソ連軽戦車T-70として登場。
「T-45」（前記参照）がソ連軽戦車T-45として期間限定配布された。
『トータル・タンク・シミュレーター』
ソ連の神風戦車T-70として登場。